# توماسار
توماسار (ارمنی: Թովմասար) یک منطقهٔ مسکونی در جمهوری آرتساخ است که در استان کاشاتاق واقع شده‌است.